# Jean-François Paillard
Jean-François Paillard (* 12. April 1928 in Vitry-le-François; † 15. April 2013 in Saint-Auban-sur-l’Ouvèze, Département Drôme) war ein französischer Dirigent.

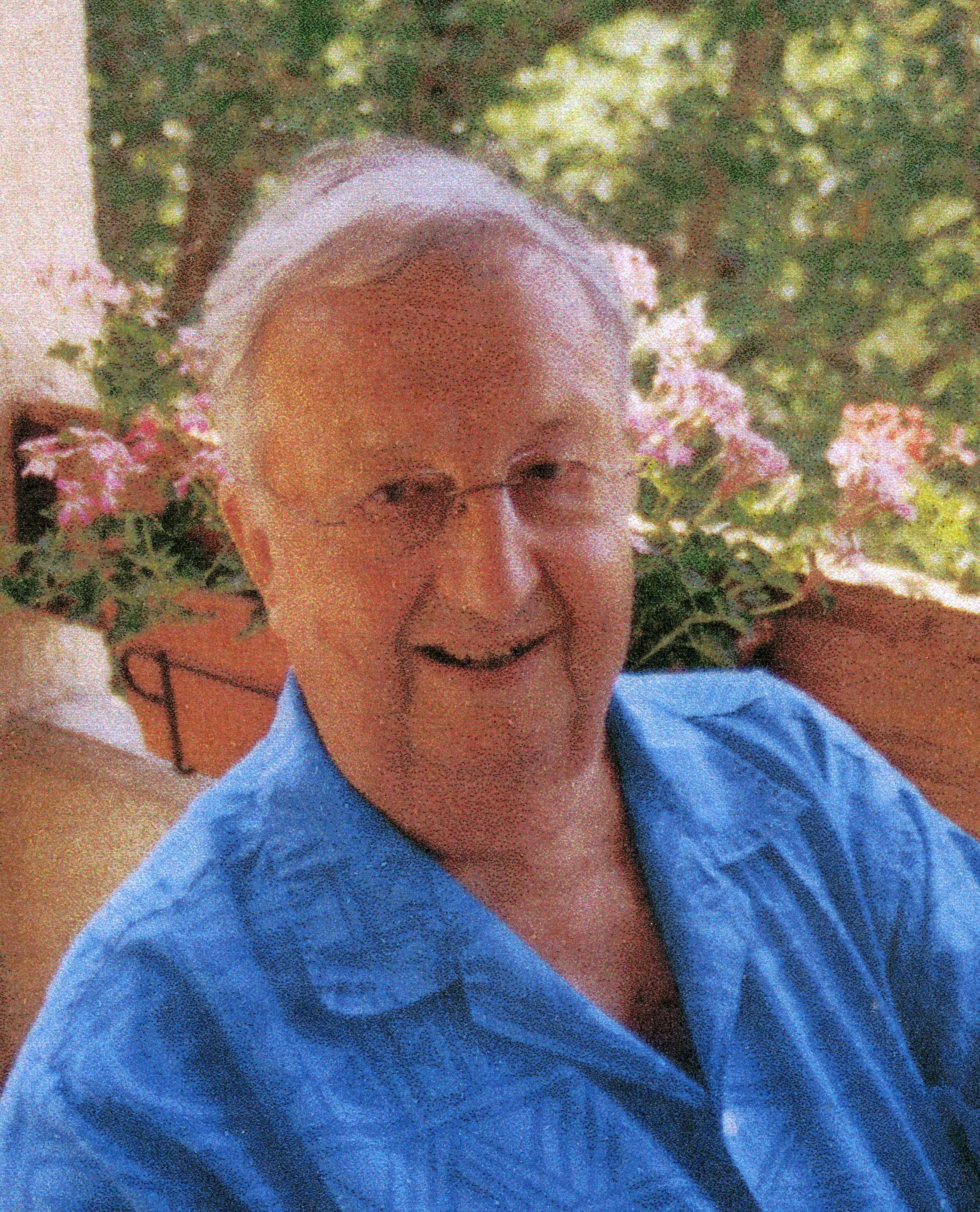
Jean-François Paillard (2007)

## Leben
Jean-François Paillard erhielt seine musikalische Ausbildung am Pariser Konservatorium und bei Igor Markevitch am Salzburger Mozarteum. Er studierte Orchesterleitung bei Igor Markevitch und Musikwissenschaft bei Norbert Dufourcq, darüber hinaus machte er ein Diplom in Mathematik.
1953 gründete er das Ensemble Jean-Marie Leclair (benannt nach dem gleichnamigen Komponisten), welches 1959 in Orchestre de chambre Jean-François Paillard umbenannt wurde. Seiner ersten Schallplatte, Musique Française au XVIIIe siècle („Französische Musik des 18. Jahrhunderts“), die im Juni 1953 herauskam, folgte eine große Zahl weiterer Aufnahmen, die neue Sichtweisen auf die Interpretation der Musik des 17. und 18. Jahrhunderts eröffneten, verbunden mit der Wiederentdeckung eines großen Teils der französischen Musik vor Berlioz. In den 1960er und frühen 1970er Jahren war es eines der führenden Kammerorchester für Musik des 18. Jahrhunderts in Europa. Schwerpunkte waren die Werke von Händel, Vivaldi, Albinoni, Bach und die deren französischer Zeitgenossen, darunter etliche Ersteinspielungen.
Neben einer umfangreichen Schallplattenproduktion führten ihn über fünf Jahrzehnte Konzerttourneen und die Mitwirkung bei zahlreichen Musikfestspielen auf alle fünf Kontinente, insbesondere in die meisten Länder Europas, nach Nordamerika und Japan. So kam es, dass Paillard u. a. Die vier Jahreszeiten von Vivaldi 1480 mal zur Aufführung brachte.
Eine langjährige Zusammenarbeit verband ihn mit vielen wichtigen französischen Instrumentalisten seiner Epoche, die ihren Niederschlag sowohl in der Konzerttätigkeit wie auch bei Schallplattenaufnahmen fand. Hervorzuheben sind hier Maurice André (Trompete), Jean-Pierre Rampal und Maxence Larrieu (Flöte), Lily Laskine (Harfe), Pierre Pierlot und Jaques Chambon (Oboe), Robert Veyron-Lacroix (Cembalo), Marie-Claire Alain (Orgel) und Paul Hogne (Fagott).
Sein Orchester bestand aus zwölf Streichern und einem Cembalo. Bis 1969 war Huguette Fernandez Konzertmeisterin, im Anschluss übernahm Gérard Jarry die Position. Jean-François Paillard war auch Gastdirigent; u. a. mit dem English Chamber Orchestra und dem Sinfonieorchester Tokyo gab es zudem mehrere Plattenaufnahmen. Darüber hinaus war er der Herausgeber der Reihe Archives de la musique instrumentale und veröffentlichte 1960 die musikwissenschaftliche Untersuchung La musique française classique. Im April 2008 erhielt er anlässlich seines achtzigsten Geburtstages höchste Ehrungen in Japan. Die Vereinigten Staaten ernannten unlängst eine seiner Aufnahmen, die berühmten Melodien des 18. Jahrhunderts gewidmet ist, zu The best selling classical recording of all time.

## Musikalischer Stil
Jean-François Paillard forschte parallel zu seiner Tätigkeit als Dirigent intensiv in vielen europäischen Bibliotheken nach Hinweisen für die Aufführung der Musik vor Mozart. Bereits vor 1960 hatte er einen großen Teil der zu diesem Thema existierenden Schriften gesichtet.
Seine jährlich etwa 10 Schallplattenaufnahmen ab 1956 ermöglichten es ihm damals, seine Forschungsergebnisse hinsichtlich Klang und musikalischem Stil an verschiedenen Musikhochschulen Europas zu vermitteln. In den 1970er Jahren kam es zu einer neuen Auffassung hinsichtlich der Wiedergabe der Musik des 18. Jahrhunderts, unter dem Begriff „Historische Aufführungspraxis“. Jean-François Paillard schloss sich dem neuen Stil nicht an. Er lehnte es ab, das zu übernehmen, was den Erfolg der neuen Interpretation der Musik des 18. Jahrhunderts ausmachte: historische Instrumente, den Kammerton 415 Hz, Kinderstimmen in der Vokalmusik. Dies trug ihm zeitweilig die harsche Kritik zahlreicher Musikkritiker ein, trotzdem konnte er in den folgenden zwei Jahrzehnten seinen Weg weiter verfolgen: Gemischte Stimmen in den Chören, Beibehaltung des Kammertons von 440 Hz und die Rückkehr zum Countertenor.

## Diskografie
Paillards Diskografie umfasst über 300 Aufnahmen, davon erhielten 29 den Grand Prix du Disque. Diese Aufnahmen ermöglichten es dem Publikum im Laufe der 1960er-Jahre, große Werke der Musik des 18. Jahrhunderts zu entdecken, u. a. die „Wassermusik“ von Händel, die Konzerte für drei und vier Cembali von J. S. Bach sowie den größten Teil des Instrumentalwerks französischer Komponisten des 17. und 18. Jahrhunderts. Hierzu gehören etliche Ersteinspielungen, u. a. die Gesamtaufnahme der 12 Konzerte von Jean-Marie Leclair.
Seine erste Aufnahme machte er mit dem französischen Label Erato. Jean-François Paillard war auch der Musiker, der der Firma den großen Erfolg sicherte, u. a. mit dem Konzert für Flöte und Harfe von Wolfgang Amadeus Mozart, dem Kanon von Johann Pachelbel oder den Brandenburgischen Konzerten von Johann Sebastian Bach.
Seine Zusammenarbeit mit Erato dauerte 32 Jahre und endete abrupt infolge des Ausscheidens von Philippe Loury als Unternehmensleiter. Zu diesem Zeitpunkt hatte Jean-François Paillard 235 Aufnahmen mit dieser Firma produziert. Zwei Jahre später, 1986, unterzeichnete er einen Vertrag mit BMG, mit der er bis 2002 zusammenarbeitete.

## Diskografie (Auswahl)
- J. S. Bach: H-Moll-Suite, aufgenommen 1958 (mit Chr. Lardé), 1962 (mit M. Larrieu), 1968 (mit Maurice André), 1971 (mit J. P. Rampal) 1987 (mit Ph. Pierlot)
- J. S. Bach: Konzert in D-Moll für Tasteninstrument, aufgenommen 1958 und 1968 (mit R. Veyron-Lacroix), 1977 (mit Marie-Claire Alain) und 1993 (mit R. Siegel)
- J. S. Bach: Brandenburgische Konzerte, aufgenommen 1973 (mit M. André, J. P. Rampal, A. Marion, P. Pierlot, J. Chambon, P.Hogne, G. Jarry und A. M. Beckensteiner) und 1990 (mit Th. Caens, M. Larrieu, M. Sanvoisin, Th. Indermühle, G. Jarry und R. Siegel).
- A. Vivaldi / J. S. Bach: Konzert für vier Instrumente. Version 4 Streicher 1958 (mit H. Fernandez), 1970 und 1989 (mit G. Jarry. Version 4 Tasteninstrumente 1959) und 1968 (mit R. Veyron-Lacroix), 1981 (mit A. Queffelec)
- A. Vivaldi: Die Vier Jahreszeiten, aufgenommen 1959 (mit H. Fernandez), 1976, 1988, 1991 (mit G. Jarry), 2002 (mit S. Kudo)
- G. F. Händel: Wassermusik aufgenommen 1960, 1973, 1990
- Albinoni: Adagio, aufgenommen 1958, 1975, 1983, 1988, 1990 und 1996
- W. A. Mozart: Die Kleine Nachtmusik, aufgenommen 1960, 1969, 1978, und 1987
- W. A. Mozart: Klarinettenkonzert, aufgenommen 1958 und 1963 (mit J. Lancelot) und 1991 (mit M. Arrignon)

## Bibliographie
- Jean-François Paillard: La Musique française classique. Reihe Que sais-je? Nr. 878, Presses universitaires de France, Paris 1960
- Thierry Merle: Le Miracle Erato par les plus grands musiciens français et Jean-François Paillard. EME, Paris 2004. ISBN 2952141304